# موافقة مستنيرة
الموافقة المستنيرة هي عملية للحصول على إذن قبل إجراء تدخل الرعاية الصحية على شخص ما، أو للكشف عن المعلومات الشخصية. قد يطلب مقدم الرعاية الصحية من المريض الموافقة على تلقي العلاج قبل تقديمه، أو قد يطلب الباحث السريري مشاركًا في البحث قبل تسجيل هذا الشخص في تجربة سريرية. يتم جمع الموافقة المستنيرة وفقًا للمبادئ التوجيهية من مجالات الأخلاقيات الطبية وأخلاقيات البحث.
يمكن القول أن الموافقة المستنيرة قد تم تقديمها بناءً على تقدير واضح وفهم للحقائق والآثار والعواقب المترتبة على الإجراء. إن الموافقة المستنيرة الكافية متجذرة في احترام كرامة الشخص. لإعطاء الموافقة المستنيرة، يجب أن يكون لدى الفرد المعني كليات الاستدلال الكافية وأن يكون بحوزته جميع الحقائق ذات الصلة. تشمل عيوب التفكير والحكم التي قد تمنع الموافقة المستنيرة عدم النضج الذهني أو العاطفي الأساسي، أو مستويات عالية من الإجهاد مثل اضطراب ما بعد الصدمة أو إعاقة ذهنية شديدة، أو اضطراب عقلي شديد، أو تسمم، أو حرمان شديد من النوم، أو مرض الزهايمر، أو في غيبوبة.
الحصول على موافقة مستنيرة ليس مطلوبًا دائمًا. إذا اعتبر الفرد غير قادر على إعطاء الموافقة المستنيرة، فإن شخصًا آخر مفوضًا بشكل عام يعطي الموافقة نيابة عنه، مثل الوالدين أو الأوصياء القانونيين على الطفل (على الرغم من أنه في هذه الحالة قد يُطلب من الطفل تقديم الموافقة المستنيرة).
في الحالات التي يتم فيها توفير معلومات غير كافية للفرد لتشكيل قرار منطقي، تنشأ قضايا أخلاقية خطيرة. يتم توقع مثل هذه الحالات في تجربة سريرية في البحث الطبي ومنعها من قبل لجنة الأخلاقيات أو مجلس المراجعة المؤسسية.
يمكن العثور على قوالب نموذج الموافقة المستنيرة على موقع منظمة الصحة العالمية على الإنترنت.

## عناصر مستندات الموافقة المستنيرة

### العناصر الرئيسية
وصف المخاطر والآلام المحتملة التي قد يتعرض لها المشاركون .
وصف الفوائد التي يمكن للمشاركين توقعها .
الإفصاح عن أية معالجات أو إجراءات بديلة يمكن أن تكون ذات فائدة أكبر للمشاركي.
إقرار يوضح كيفية الحفاظ على خصوصية المشاركين في الدراسة.
تفصيل التعويضات التي قد يحصل عليها المشاركون، وما إذا كانت تتوفر معالجات طبية للأضرار التي يُحتمل أن تسببها التجربة للمشاركين.
قائمة بالجهات أو الأشخاص الذين يمكن التواصل معهم للإجابة عن أية أسئلة أو استفسارات وتقديم المساعدة فيما يخص الأضرار الناجمة عن المشاركة في الدراسة.
إقرار بأن المشاركة في الدراسة طوعية تمامًا، ولا يترتب على رفض المشاركة أية خسائر أو عقوبات.

## دور الأسرة والمجتمع في الموافقة المستنيرة
يُعتبر دور الأسرة والمجتمع في عملية الموافقة المستنيرة أساسيًا، حيث يؤثر بشكل مباشر على قدرة المرضى على اتخاذ قرارات مستنيرة بشأن صحتهم. في العديد من الثقافات، خصوصًا تلك التي تُعطي أهمية كبيرة للعلاقات الأسرية، يُعتبر اتخاذ القرارات الصحية مسؤولية جماعية بدلاً من كونها فردية. وبالتالي، فإن الدعم العاطفي والاجتماعي الذي تقدمه الأسرة يمكن أن يعزز ثقة المرضى ويساعدهم على فهم المعلومات الطبية المعقدة. تشير دراسات مثل تلك التي أجرت سنة  (2014) إلى أن وجود دعم عائلي قوي يزيد من رضا المرضى وثقتهم في العلاجات التي يتلقونها. عندما يتم إشراك أفراد الأسرة، يمكنهم لعب دور نشط في جمع المعلومات اللازمة لمساعدة المريض في اتخاذ خيارات مستنيرة. بالإضافة إلى ذلك، في الحالات التي يشعر فيها المرضى بالقلق أو الارتباك، يمكن للأسرة أن تُعزز التواصل مع مقدمي الرعاية الصحية. وفقًا لدراسة قامت بها ، فإن وجود أحد الأقارب خلال الاستشارات الطبية يساعد المرضى على فهم خيارات العلاج بشكل أفضل وطرح الأسئلة المناسبة، مما يعزز عملية الموافقة المستنيرة. ومن الناحية الثقافية، يُظهر تقرير منظمة الصحة العالمية (2013) أن القيم الثقافية تشكّل فهم الأفراد لمفهوم الموافقة المستنيرة، حيث تُعتبر الأسرة عادةً المصدر الأول للمعلومات والدعم. هذه الديناميكية تُبرز أهمية تدريب مقدمي الرعاية الصحية على المعايير الثقافية المختلفة التي تؤثر على اتخاذ القرار. علاوة على ذلك، تساهم مشاركة الأسرة في الحوار مع الأطباء في تحسين جودة الرعاية، حيث يمكن لأفراد الأسرة طرح الأسئلة وتوضيح النقاط الغامضة ومشاركة مخاوفهم. وجدت دراسة أجرتها  أن التفاعلات العائلية أثناء الاستشارات الطبية تُشجع المرضى على التعبير عن شكوكهم وتفضيلاتهم بشكل أكثر راحة. كما أن دور المجتمع في تعزيز الوعي بشأن الموافقة المستنيرة لا يقل أهمية. يمكن أن تُعزز الحملات التوعوية التي تستهدف المجتمع من تعليم الأفراد حول حقوقهم كمرضى وأهمية مشاركتهم في اتخاذ القرارات الصحية. وفقًا لتقرير منظمة الصحة العالمي(2018)، أظهرت المبادرات المجتمعية التي تهدف إلى زيادة الوعي بشأن مفهوم الموافقة المستنيرة تحسنًا في نتائج الصحة، حيث أصبح المرضى أكثر فعالية في إدارة رعايتهم الصحية. هذا يُظهر أنه عندما تكون المجتمعات مُطلعة وملتزمة، يمكنها خلق بيئة تُعزز من مشاركة المرضى. وبالتالي، يلعب كل من الأسرة والمجتمع دورًا حيويًا في عملية الموافقة المستنيرة من خلال تقديم الدعم العاطفي، وتسهيل فهم المعلومات الطبية، وتعزيز ثقافة المشاركة. من خلال الاعتراف بهذه الديناميكية، يمكن لمقدمي الرعاية الصحية تحسين نهجهم لتعزيز التواصل المفتوح والفعال، مما يؤدي إلى تحسين تجارب المرضى وتقديم رعاية أكثر تخصيصًا.